# Рочестер (Илиноис)
Рочестер (енгл. Rochester) град је у америчкој савезној држави Илиноис.

## Демографија
По попису из 2010. године број становника је 3.689, што је 796 (27,5%) становника више него 2000. године.
| Група             | 2000.         | 2010.         |
| Белци             | 2.834 (98,0%) | 3.545 (96,1%) |
| Афроамериканци    | 8 (0,3%)      | 20 (0,5%)     |
| Азијати           | 11 (0,4%)     | 16 (0,4%)     |
| Хиспаноамериканци | 20 (0,7%)     | 40 (1,1%)     |
| Укупно            | 2.893         | 3.689         |